# Missing (Evanescence)
Missing is een nummer van de Amerikaanse gothic rockband Evanescence uit 2004. Het nummer staat op het livealbum Anywhere but Home.
Het nummer werd alleen in Spanje, Brazilië, Argentinië, Chili en Taiwan een hit. Ondanks dat het nummer in Nederland een alarmschijf was, haalde het de Nederlandse Top 40 niet.